# Djurgården Hockey 1982/1983
Djurgården Hockey spelade i Elitserien i ishockey, från kvalplats 1982 till SM-guld 1983. Under Leif Boorks andra säsong fick han ordning på laget och för första gången på 20 år vann Djurgården SM-guld.

## Elitserien 1982/1983

### Grundserien
- 26/9	Skellefteå AIK (h)	6 - 4 (2 - 1, 3 - 1, 1 - 2)
- 30/9	Frölunda HC (b)	2 - 3 (1 - 1, 0 - 1, 1 - 1)
- 5/10	Leksands IF (h)	2 - 2 (1 - 1, 0 - 1, 1 - 0)
- 7/10	IF Björklöven (b)	6 - 3 (0 - 2, 4 - 0, 2 - 1)
- 12/10	AIK (h)	3 - 3 (0 - 1, 3 - 1, 0 - 1)
- 14/10	Färjestads BK (b)	5 - 1 (2 - 1, 1 - 0, 2 - 0)
- 17/10	MODO Hockey (h)	4 - 2 (2 - 1, 1 - 1, 1 - 0)
- 21/10	Brynäs IF (b)	4 - 1 (1 - 0, 0 - 1, 3 - 0)
- 24/10	Hammarby IF (b)	6 - 1 (3 - 0, 2 - 0, 1 - 1)
- 28/10	Hammarby IF (h)	3 - 2 (2 - 1, 0 - 0, 1 - 1)
- 2/11	Brynäs IF (h)	7 - 1 (2 - 1, 4 - 0, 1 - 0)
- 7/11	MODO Hockey (b)	4 - 2 (0 - 0, 4 - 1, 0 - 1)
- 9/11	Färjestads BK (h)	4 - 4 (1 - 0, 1 - 3, 2 - 1)
- 14/11	AIK (b)	8 - 5 (4 - 1, 2 - 3, 2 - 1)
- 16/11	IF Björklöven (h)	4 - 3 (1 - 0, 2 - 0, 1 - 3)
- 21/11	Leksands IF (b)	3 - 3 (1 - 2, 0 - 1, 2 - 0)
- 25/11	Frölunda HC (h)	6 - 2 (2 - 1, 3 - 1, 1 - 0)
- 28/11	Skellefteå AIK (b)	7 - 1 (5 - 0, 1 - 0, 1 - 1)
- 30/11	Hammarby IF (b)	7 - 1 (4 - 0, 0 - 0, 3 - 1)
- 5/12	Skellefteå AIK (h)	3 - 2 (2 - 0, 1 - 0, 0 - 2)
- 9/12	Färjestads BK (b)	3 - 3 (0 - 2, 1 - 0, 2 - 1)
- 6/1	Frölunda HC (b)	2 - 4 (0 - 3, 1 - 0, 1 - 1)
- 9/1	AIK (h)	7 - 6 (2 - 1, 4 - 2, 1 - 3)
- 13/1	Brynäs IF (b)	8 - 7 (4 - 1, 2 - 4, 2 - 2)
- 16/1	IF Björklöven (h)	3 - 5 (1 - 1, 1 - 4, 1 - 0)
- 20/1	MODO Hockey (b)	6 - 8 (3 - 0, 2 - 3, 1 - 5)
- 25/1	Leksands IF (h)	9 - 4 (1 - 1, 3 - 2, 5 - 1)
- 27/1	Färjestads BK (h)	2 - 7 (1 - 2, 1 - 2, 0 - 3)
- 30/1	Leksands IF (b)	4 - 5 (3 - 3, 0 - 1, 1 - 1)
- 3/2	MODO Hockey (h)	3 - 3 (1 - 0, 1 - 1, 1 - 2)
- 6/2	IF Björklöven (b)	2 - 7 (0 - 3, 2 - 1, 0 - 3)
- 8/2	Brynäs IF (h)	6 - 4 (1 - 0, 1 - 2, 4 - 2)
- 22/2	AIK (b)	2 - 2 (1 - 0, 0 - 0, 1 - 2)
- 24/2	Frölunda HC (h)	2 - 4 (0 - 2, 0 - 1, 2 - 1)
- 27/2	Skellefteå AIK (b)	5 - 1 (1 - 1, 2 - 0, 2 - 0)
- 3/3	Hammarby IF (h)	11 - 4 (1 - 2, 2 - 1, 8 - 1)

### Semifinal
- 6/3	IF Björklöven (h)	6 - 1 (1 - 1, 1 - 0, 4 - 0)
- 8/3	IF Björklöven (b)	2 - 5 (1 - 0, 1 - 2, 0 - 3)
- 10/3	IF Björklöven (h)	3 - 0 (1 - 0, 1 - 0, 1 - 0)

### Final
- 13/3	Färjestads BK (b)	1 - 6 (0 - 4, 0 - 1, 1 - 1)
- 15/3	Färjestads BK (h)	7 - 2 (3 - 0, 4 - 2, 0 - 0)
- 17/3	Färjestads BK (b)	1 - 3 (1 - 1, 0 - 0, 0 - 2)
- 20/3	Färjestads BK (h)	4 - 1 (2 - 1, 0 - 0, 2 - 0)
- 24/3	Färjestads BK (n)	6 - 2 (3 - 0, 0 - 0, 3 - 2)